# (10390) Lenka
(10390) Lenka est un astéroïde de la ceinture principale.

## Description
(10390) Lenka est un astéroïde de la ceinture principale. Il fut découvert par Petr Pravec et Marek Wolf le 27 août 1997 à l'observatoire d'Ondřejov. Il présente une orbite caractérisée par un demi-grand axe de 2,14 UA, une excentricité de 0,59 et une inclinaison de 3,89° par rapport à l'écliptique.
Il fut nommé en l'honneur de l'astronome tchèque Lenka Šarounová.

## Compléments